# سپاه مهندسی رزمی اسرائیل
سپاه مهندسی رزمی اسرائیل (عبری: חיל ההנדסה הקרבית‎) سپاه مهندسی رزمی ارتش اسرائیل است، که فعالیت خود را از سال ۱۹۴۷ آغاز کرد و هم‌اکنون شاخه‌ای از نیروی زمینی اسرائیل محسوب می‌شود. سپاه مهندسی اسرائیل تاکنون در کلیه عملیات‌های نظامی اصلی و نبردهای انجام‌شده توسط نیروهای مسلح اسرائیل، به‌عنوان یگان پشتیبانی مهندسی رزمی، حضور داشته است.
سپاه مهندسی رزمی اسرائیل بخشی از نیروهای دفاعی اسرائیل است که مسئولیت تضمین تحرک، نفوذ در جاده‌ها، دفاع و استحکامات، مقابله با تحرک نیروهای دشمن، ساخت و ساز و تخریب زیر آتش، خرابکاری، مواد منفجره، خنثی‌سازی بمب، مقابله با سلاح‌های کشتار جمعی و ماموریت‌های مهندسی ویژه را برعهده دارد.
رنگ کلاه سپاه مهندسی رزمی نقره‌ای است و نماد آن شمشیری بر روی یک برج دفاعی با هاله انفجاری در پس‌زمینه است. علاوه بر نیروهای مهندسی رزمی، هر تیپ پیاده‌نظام دارای یک گروهان مهندسی است که با مهارت‌های اولیه مهندسی و دفع مهمات انفجاری، آموزش دیده‌اند. نیروهای مهندسی رزمی و اپراتورهای تجهیزات سنگین اغلب به واحدهای دیگر (مانند تیپ‌های زرهی یا پیاده‌نظام) متصل می‌شوند تا به آنها در عبور از موانع و مقابله با تهدیدات انفجاری کمک کنند.